# Parque Réjane
El parque Réjane (en francés square Réjane) es una plaza ajardinada del XX Distrito de París.

## Descripción
Creado en 1936, el parque se extiende sobre 3745 m².
Está compuesto por zonas ajardinadas con césped y macizos de plantas, así como una gran variedad de árboles de diferentes especies: Soforas de Japón, nogal negro americano, manzanos y castaños, así como arbustos: avellano, forsythia, cerezos silvestres, olivos, laurel y Photinia.
Su nombre está dedicado a la memoria de la actriz Gabrielle Réju (1856-1920), conocida como Réjane, que rivalizó en papeles cómicos y dramáticos con su contemporánea Sarah Bernhardt a la que se le dedicó el colindante parque Sarah Bernhardt.
La plaza fue totalmente reformada en 1997 y es usada principalmente al esparcimiento de niños y adolescentes.

## Situación
La plaza tiene accesos desde la calle de Lagny al norte, la calle Lucien y Sacha Guitry al oeste, el cours de Vincennes al sur y la calle Félix Huguenet al este.
Se localiza en las coordenadas: 48°50′54″N 2°24′16″E / 48.84833, 2.40444
 - Líneas   - Estación de Nation